# Henri Lessire
Henri Lessire (Arolsen, 7 mei 1954) is een Belgische voormalige atleet, die gespecialiseerd was in het hordelopen. Hij werd eenmaal Belgisch kampioen.

## Biografie
In 1973 werd Lessire Belgisch kampioen op de 400 m horden. Een week later werd hij vierde op de Europese kampioenschappen voor junioren in Duisburg.
Lessire was aangesloten bij White Star.

## Belgische kampioenschappen
| Onderdeel    | Jaar |
| ------------ | ---- |
| 400 m horden | 1973 |

## Persoonlijk record
| Onderdeel    | Prestatie | Datum            | Plaats   |
| ------------ | --------- | ---------------- | -------- |
| 400 m horden | 51,91 s   | 26 augustus 1973 | Duisburg |

## Palmares
400 m horden
- 1973:  BK AC - 52,9 s
- 1973: 4e EK U20 te Duisburg - 51,91 s